# Tynderö kyrka
Tynderö kyrka är en kyrkobyggnad i samhället Tynderö i Timrå kommun. Den tillhör Tynderö församling i Härnösands stift.

## Kyrkobyggnaden
Ursprungliga kyrkan uppfördes på medeltiden, men skadades 1721 vid rysshärjningarna. En reparation genomfördes omkring år 1740.
Åren 1756-1766 byggdes en salkyrka med rektangulär grundplan och utan torn. Murdelar från medeltidskyrkan kom att ingå i nya kyrkan. Vid en ombyggnad 1792-1793 uppfördes nytt vapenhus och sakristia. Vid en restaurering 1898 byttes yttertakets takbeläggning ut från spån till plåt. 1938-1939 installerades centralvärme.

## Inventarier
- Ett krucifix är från 1400-talet.

### Webbkällor
- Tynderö kyrka Historia.timra.se
- Ombyggnad av Tynderö kyrka, Länsmuseet Västernorrland
- Visit Timrå